# Gredeby
Gredeby is een plaats in de gemeente Karlskrona in het landschap Blekinge en de provincie Blekinge län in Zweden. De plaats heeft 73 inwoners (2005) en een oppervlakte van 11 hectare.